# Прудніков Василь Григорович
Прудніков Василь Григорович (нар.10 листопада 1948) — доктор сільськогосподарських наук, професор кафедри технології переробки та якості продукції тваринництва  Державного біотехнологічного університету, Відмінник аграрної освіти та науки, директор Інституту післядипломної освіти.

## Біографія
Василь Григорович народився 10 листопада 1948 році в с. Слатине Дергачівського району Харківської області.
З 1955 по 1965 роки навчався в Слатинській середній школі з виробничим навчанням.
З 1965 по 1966 роки навчався у вечірній школі робітничої молоді, праця на Харківській трикотажній фабриці.
Протягом 1965—1976 років член ВЛКСМ.
З вересня 1967 по лютий 1972 роки навчався в Харківському зооветеринарному інституті на зоотехнічному фікультеті.
З лютого по травень 1972 року працював лаборантом на молокозаводі в радгоспі ім. ХХІІ партз'їзду Дергачівського району Харківської області.
З травня 1972 по травень 1973 роки служба в лавах Радянської армії, звільнений оціфером запасу.
Протягом 1973—1975 роки працював старшим зоотехніком-селекціонером лабораторії з племінної спраів Харківського зооветеринарного інституту.
Протягом 1975—1977 роки аспірант кафедри технології скотарства та племінної справи Харківського зооветеринарного інституту.
З січня 1978 по квітень 1986 роки був асистентом кафедри технології скотарства та племінної справи Харківського зооветеринарного інституту.
22 травня 1982 року Василь Григорович захистив кандидатську дисертацію у спеціалізованій раді НДІ тваринництва Лісостепу і Полісся УРСР на тему «Оценка телок и коров симментального скота разных внутрипородных типов по развитию, продуктивности и воспроизводительной способности».
У 1983 році було присуджено науковий ступінь кандидата сільськогосподарських наук.
З грудня 1983 по липень 1996 роки працював завідувачем підготовчого відділення.
Протягом 1986—1987 років працював старшим викладачем кафедри технології скотарства і племінної справи Харківського зооветеринарного інституту.
Протягом 1987—1995 років працював на посаді доцента кафедри технології продукції тваринництва і ветсанекспертизи Харківського зооветеринарного інституту.
15 червня 1989 року було присвоєно вчене звання доцента кафедри технології продукції тваринництва і ветсанекспертизи Харківського зооветеринарного інституту.
З січня по серпень 1995 року був доцентом кафедри розведення та генетики сільськогосподарських тварин Харківського зооветеринарного інституту.
З 1 вересня 1995 року і донині працює завідувачем кафедри технології продукції тваринництва і ветсанекспертизи Харківського зооветеринарного інституту; технології продукції тваринництва та технологічного сервісу; технологій переробки і стандартизації продукції тваринництва.
Протягом 1997—1998 роки працював проректором з навчальної роботи Харківського зооветеринарного інституту.
6 серпня 2001 року було присвоєно почесне звання професора Харківського зооветеринарного інституту.
Протягом 2002—2005 роки директор, проректор Інституту післядипломної освіти.
У 2003 році захистив докторську дисертацію у спеціалізованій раді Бєлгородської державної сільськогосподарської академії за темою «Способи підвищення м'ясної продуктивності великої рогатої худоби і покращення якості яловичини».
У 2004 році було присуджено науковий ступінь доктора сільськогосподарських наук РФ; переведений на посаду професора кафедри.
У 2006 році перезахистив докторську дисертацію у спеціалізованій вченій раді Національного аграрного університету (м. Київ); присуджено науковий ступінь доктора сільськогосподарських наук України.
У квітні 2007 року Василю Григоровичу присвоєно вчене звання професора кафедри технології переробки і стандартизації продукції тваринництва Харківської державної зооветеринарної академії.
З квітня 2010-донині директор Інституту післядипломної освіти.
У 2017 році очолював Спеціалізовану вчену раду Харківської державної зооветеринарної академії.
З 2021 року по теперішній час професор кафедри технології переробки та якості продукції тваринництва  Державного біотехнологічного університету.

## Праці
Василь Григорович є автором понад 325 наукових праць, в наукометричних базах Scopus - 3 та Web of Science - 3, посібники, монографії, 27 довідників, 8 патентів.
Наукові інтереси: аграрні науки та ринкові технології у тваринництві.
Галузь знань: аграрні науки та продовольства.
Основні праці:
- Морфологія статевого апарату у телиць залежно від типу конституції. Вісник сільськогосподарської науки. 1978. № 3. С. 62-64.
- Внутрипородные типы симметнальского скота и их особенности. Сборник научных трудов Харьковского сельскохозяйственного института. Харьков, 1983. Т. 293: Повышение продуктивности крупного рогатого скота. С. 18-20.
- Использование различных методов разведения для совершенствования молочных стад. Сборник научных трудов Харьковского сельскохогяйственного иститута. Харьков, 1985. Т. 313: Повышение продуктивности крупного рогатого скота. С. 40-43.
- Технология и стандартизация продуктов животноводства: методические разработки и задания к лабораторно-практическим занятиям. Харьков, 1987. 94 с.
- Важкий резерв збільшення виробництва яловичини. Сільський вісник Кіровоградщини.1997.№ 1-2. С. 4-6.
- Методи покращення якості яловичини. Вісник Полтавського державного сільськогосподарського інституту. Полтава, 1999. № 6. С. 39-41.
- Симентальська комбінована худоба і методи її використання для виробництва яловичини. Проблеми зооінженерії та ветеринарної медицини: збірник наукових праць, присвячений 80-річчю зооінженерного факультету. Харків, 2000. Вип. 6(30), ч. 1. С. 191-193.
- Внутрішньопорідні типи симентальської худоби: напрямок селекції для збільшення виробництва яловичини. Таврійський науковий вісник. Херсон, 2001. Вип. 17. С. 69-73.
- Ефективність різних способів підготовки бджолиних сімей до зимівлі. Науковий вісник Нац. ун-ту біоресурсів і природокористування. Київ, 2017. Вип. 217. С. 244-248.

## Відзнаки та нагороди
- почесна грамота Міністерства освіти України (1999);
- почесна грамота Міністерства аграрної політики України (2001);
- трудова відзнака «Знак пошани» (2003);
- «Відмінник аграрної освіти та науки» ІІІ ступеня (2006);
- «Відмінник аграрної освіти та науки» ІІ ступеня (2008);
- «Відмінник аграрної освіти та науки» І ступеня (2011);
- грамота Департаменту науки і освіти Харківської обласної державної адміністрації (2018);
- нагрудний знак «Відмінник освіти» (2018);
- нагрудний знак «За наукові та освітні досягнення» (2020).